# Massa Haus
Die Massa Haus GmbH (Eigen- und Kurzschreibweise: massa haus) ist im Markt für Fertighäuser ein Hersteller von Ausbauhäusern. Das Unternehmen, das zur Deutschen Fertighaus Holding gehört, hat seinen Sitz in Simmern im Hunsrück.

## Unternehmensgeschichte
Karl-Heinz Kipp gründete das Unternehmen 1978. Es ging aus seiner Baumarkt-Kette hervor. Schon vor der Unternehmensgründung hatten die Massa-Baumärkte rund 5.500 Gartenhäuser und 4.500 Blockhäuser verkauft. Seit Gründung bietet das Unternehmen Ausbau-Fertighäuser zusammen mit Ausbaupaketen zum Selbstausbau an.
1986 wandelte Karl-Heinz  Kipp sein gesamtes Unternehmen in eine Aktiengesellschaft um. Die Aktien brachte er im Frühjahr und Herbst desselben Jahres an die Börse. Von seinen letzten Anteilen trennte sich Kipp 1987 durch Verkauf an die Asko AG, die später zum Metro-Konzern zählte.
Als Metro Ende der 1990er Jahre über die Beteiligungsgesellschaft Divaco schrittweise Beteiligungen abgab, die nicht mehr zum Kerngeschäft gehörten, betraf das auch die Massa Ausbauhaus GmbH: Sie kam zur 2001 gegründeten DFH Deutsche Fertighaus Holding AG.
Bis zum Jahr 2021 wurden mehr als 39.000 massa Häuser errichtet.

## Gegenwart
Das Hauptabsatzgebiet ist Deutschland, Massa Häuser finden sich auch im europäischen Ausland. In China und Japan sind Massa Häuser ebenfalls verkauft worden. Der regionale Schwerpunkt der errichteten Häuser liegt in Rheinland-Pfalz.
Im November 2016 stellte die Deutsche Gesellschaft für Nachhaltiges Bauen dem Unternehmen das „DGNB-Nachhaltigkeitszertifikat in Silber“ aus.